# Sylvestre III
Pour les articles homonymes, voir Sylvestre et Ottaviani.
Sylvestre III (Giovanni de Crescenzi Ottaviani), né à Rome vers l'an 1000, est le 146e pape de l'Église catholique.
Évêque de Sabine, il fut élu pape lorsque Benoît IX fut chassé par les Stephani et n'assura son pontificat que du 20 janvier au 10 mars 1045. Il excommunia Benoît IX qui l'excommunia à son tour. Par son très court pontificat de sept semaines, il est titulaire du quatorzième plus court pontificat de toute l'histoire de la papauté. Cette courte durée est due à son abdication, qu'il prit à cause de la contestation régnant lors de son élection. Il est mort vers 1063 dans la région de Sabine, près de Rome.
Longtemps non reconnu comme pape, son effigie en mosaïque n'est pas représentée dans la basilique Saint-Paul-hors-les-Murs.  	